# Fortunata Sulgher

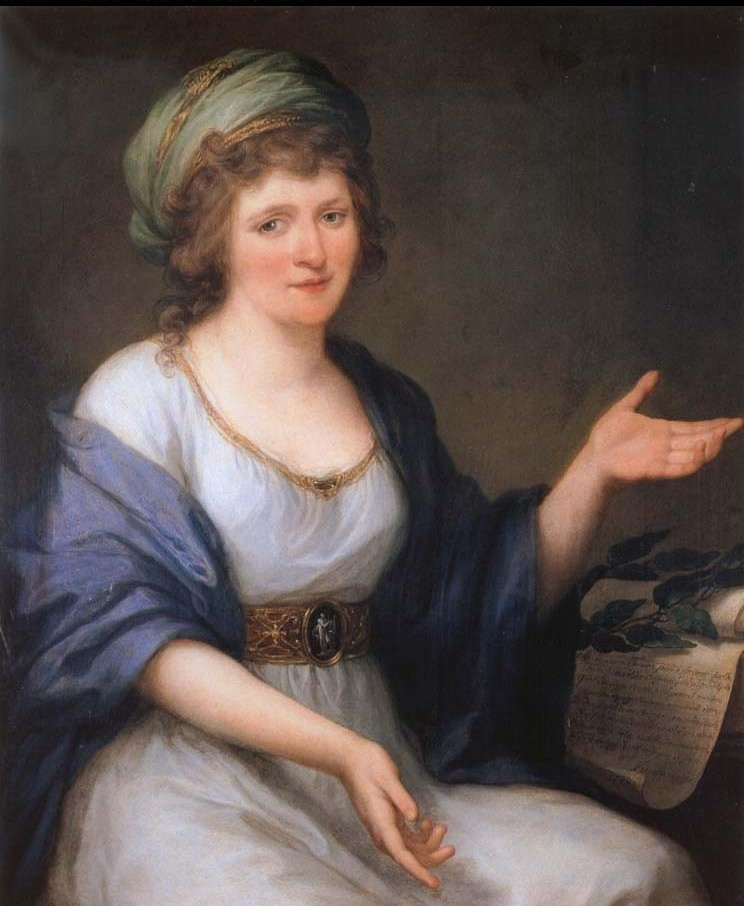
Fortunata Sulgher Fantastici, ritratta da Angelica Kauffmann nel 1792 (Galleria Palatina ed Appartamenti Reali di Palazzo Pitti, Firenze

Fortunata Sulgher (Livorno, 27 febbraio 1755 – Firenze, 13 giugno 1824) è stata una poetessa italiana.

## Biografia
Nata da Elisabetta Angeli (pisana) e Francesco Sulgher (livornese), cominciò a improvvisare versi già all'età di 10 anni, guidata inizialmente dal dottor Loggia, e, sebbene i genitori non le potessero assicurare grandi maestri, a soli tredici anni era in grado di comporre poesie proprie.
Di lei, giovanissima, è ricordata la prima improvvisazione di poesie recitate nei versi di chi l'ascoltò:
A cui non estro non prontezza manca,
Se vola in Pindo nell'april degli anni,
Spiegherà fatta adulta audaci vanni.»
(Pentolini, Le donne illustri, Canto III)
Fu poi aiutata nello studio della fisica dal celebre Attilio Zuccagni e nel greco dall'Abate Fontani. Fu, inoltre, protetta e incoraggiata dal Balì Lorenzo Ottavio del Rosso, dalla Marchesa Viviani, dalla Contessa Acciaiuoli e dalla Duchessa di Atri. 
Sposata a Giovanni Fantastici nei primi dieci anni di matrimonio ebbe sette figli, ma perse in tenera età due femmine e tre maschi: rimasero l'ultimogenita Massimina, scrittrice e poetessa famosa, che sposò il nobile Luigi Rosellini e la primogenita Isabella Fantastici, sposata a Venezia a Giovanni Battista Kiriaki (Regio Procuratore e giudice a Vicenza), che fu poi direttrice del Collegio femminile di Montagnana (Padova) e là morì nel 1832, a soli 52 anni. Isabella Kiriaki ebbe numerose figlie: Luisa, Carolina, Amalia, Arpalice. Luisa Kiriaki (1807-1867) sposò Minelli: il figlio Gustavo Minelli fu protagonista di una vita avventurosa, come medico, viaggiatore eclettico e combattente, fondando addirittura un ospedale, fortificato, in Patagonia, l'Ospital Forte Kiriaki-Minelli.
Fortunata Sulgher, rimasta vedova e dopo aver visto sposarsi entrambe le figliole, si unì in seconde nozze con Pietro Marchesini.
Nel 1770 fu accolta nell'Accademia dell'Arcadia con lo pseudonimo di Temira Parraside ma la prima pubblicazione arrivò solo nel 1785 quando apparve con alcune sue Rime sulla rivista Parnaso Italiano di Bologna.
Recitava quasi tutte le sue composizioni poetiche alla Reale Accademia Fiorentina di Belle Lettere dove qualcuno ebbe a commentare: "Il Bel Sesso deve essere grato al merito procuratosi dalla chiarissima Autrice. Essa si è condotta al massimo impegno per far decoro alla Patria e al suo sesso... E si è inoltrata da se medesima nella strada gloriosa del Tosco Pindo quando in Firenze i Cigni dell'Arno presso che tutti tacevano... Tutto ell'ha vinto ciò che impedivale d'arrivare al suo scopo per avere luogo nel nostro Parnaso". 
Nel 1783 incontrò Vincenzo Monti, che frequentò casa Fantastici, e nel 1785 a Firenze l'editore Pietro Allegrini pubblicò la prima opera completa della poetessa dal titolo Componimenti Poetici di Temira Parraside per l'Accademia Fiorentina. Subito la poetessa Costanza Moscheni le dedicò un'anacreontica che iniziava con questi versi: "Temira, onor d'Etruria, ...in te lodo le vezzose immagini...". Godette dell'amicizia di celebri poeti del suo tempo come Cesarotti, i due Pindemonte, il Bondi. Recitò con la Mazzei, la Benedettini, la Biamonti, il Duca Mollo, il Lorenzi e col principe degli improvvisatori d'Italia, il Gianni, pur avendo lui scritto alcuni versi ingiuriosi diretti a lei.
Sempre sotto lo pseudonimo di Temira Parasside, nel 1792, con la Stamperia Pazziniana, e ancora nel 1794 pubblicò a Livorno con l'editore Tommaso Masi & Co. altre sue Poesie, tra cui si ricordano Per l'Espugnazione di Mantova, Canto per fanciulli di un Istituto e Amerigo. 
A Firenze escono nel 1796 sue nuove Poesie e nel 1802, a Parma, il poemetto Ero e Leandro.

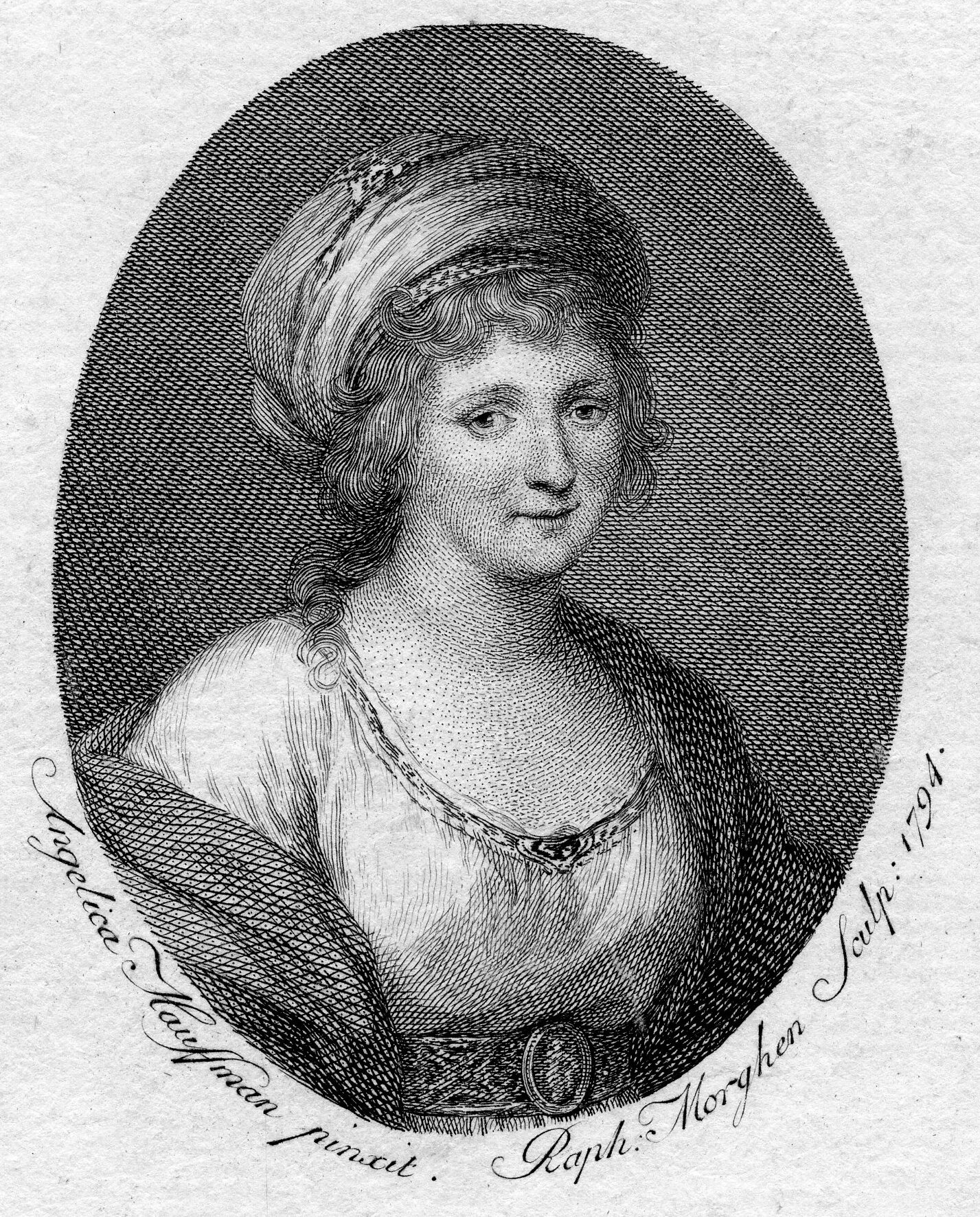
Fortunata Sulgher Fantastici, 1794, incisione di Raffaello Morghen da un dipinto di Angelica Kauffmann presso la Civica raccolta delle stampe Achille Bertarelli, Milano

Angelica Kauffman dipinse nel 1792 il suo ritratto (dalla Collezione Fantastici fu ceduto, nel 1815, alla Galleria degli Uffizi di Firenze: ora è presso la Galleria Palatina ed Appartamenti Reali di Palazzo Pitti). La poetessa uscì quindi a Siena con Poesie dedicate alla stessa Angelica Kauffmann. Alla pittrice la poetessa, nella dedicatoria, indirizzò questi versi:
Se a te son cara, anche all'età future,
E forse fia che un giorno invidia desti
L'udir che te cantai, che me pingesti.»
Morì improvvisamente a Firenze il 13 giugno 1824. Il marito Pietro Marchesini la fece seppellire nel primo chiostro attiguo alla Chiesa di Santa Croce e la celebrò con un epitaffio latino composto da Giovanni Zannoni:
Negli anni sessanta del Novecento la lapide della Sulgher, come tutte le lapidi dei chiostri, furono collocate nella Galleria dei Monumenti funebri.
La lapide della poetessa porta la seguente epigrafe: 
La figlia, Massimina Rosellini Fantastici, è pure sepolta a Firenze, nella Basilica di San Miniato al Monte.